# Notuchus risioides
Notuchus risioides är en insektsart som beskrevs av Ronald Gordon Fennah 1969. Notuchus risioides ingår i släktet Notuchus och familjen sporrstritar. Inga underarter finns listade i Catalogue of Life.